# Katharina Thalbach

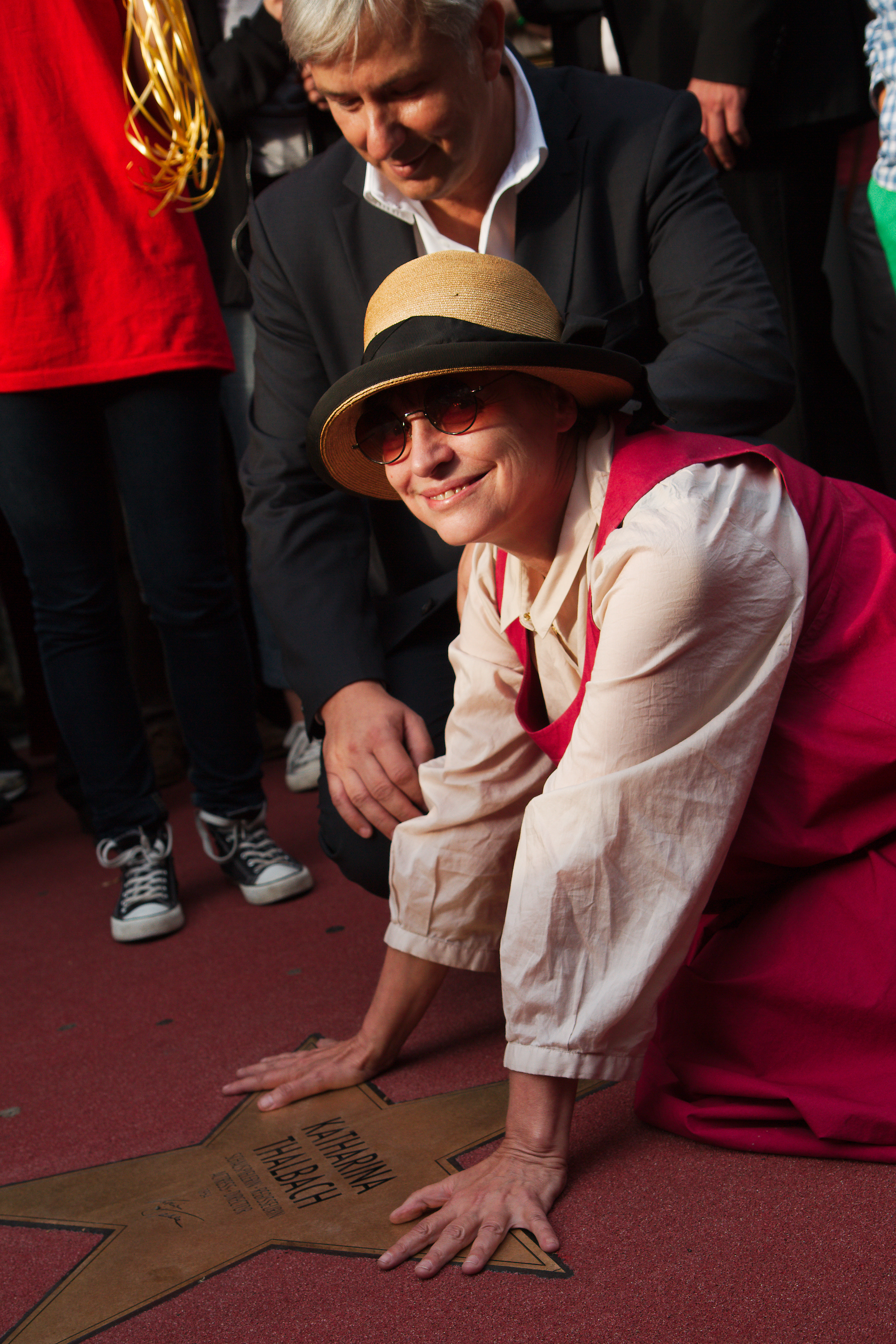
Katharina Thalbach

Katharina Thalbach (n. 19 ianuarie 1954, Berlin, Germania) este o actriță și regizoare de film germană.

## Viața și activitatea
Katharina Thalbach provine dintr-o familie de artiști. Tatăl său, Benno Besson (1922-2006), a fost regizor, iar mama sa, Sabine Thalbach, a fost actriță. Ultimul său soț, Thomas Brasch (1945-2001), a fost scriitor. Sora sa Anna (n. 1973) și nepoata sa Nellie (n. 1995) sunt și ele actrițe. De asemenea, fratele său vitreg Pierre Besson (n. 1967) și mama sa vitregă Ursula Karusseit (n. 1939) sunt actori.

## Premii
- Premiul Filmului Bavarez - Cea mai bună actriță (2006)[8]

## Filmografie
- The Blue Light (1976)
- It is an Old Story
- Schlaraffenland
- Lotte in Weimar
- Die Leiden des jungen Werthers (1976)
- Toba de tinichea (1979)
- Angels of Iron (1980)
- Sophie's Choice (1982)
- Paradise (1986)
- Paradise (1986)
- For Example Otto Spalt (1987)
- Der Passagier – Welcome to Germany (1988)
- God afton, Herr Wallenberg (1990)
- Caipiranha (1999)
- Sonnenallee (1999)
- Liebesau – the other Home (2001, Television mini-series)
- The Manns
- Cabals and Love (2005)
- The Robber Hotzenplotz (2006)
- Not Everybody was a Murderer (2006, Television Film)
- Strike (2007)
- Hands off Mississippi (2007)
- You Are Not Alone (2007)
- Deadline - Every Second Counts (2007)
- The Moon and Other Lovers (2008)